# Maltosio fosforilasi
La maltosio fosforilasi è un enzima appartenente alla classe delle transferasi, che catalizza la seguente reazione:
maltosio + fosfato ⇄ D-glucosio + β-D-glucosio 1-fosfato